# Antoszka (film)
Antoszka (ros. Антошка) – radziecki krótkometrażowy film animowany z 1969 roku w reżyserii Leonida Nosyriewa oparty na piosence dla dzieci Władimira Szainskiego i Jurija Entina. Film jest częścią serii Wesoła karuzela – Wesoła Karuzela Nr 1.
Antoszka – tytułowy bohater tej kreskówki, jest znakiem rozpoznawczym reżysera Leonida Nosyriewa. Występuje w innych odcinkach serii „Wesoła karuzela” («Рыжий, рыжий, конопатый», «Два весёлых гуся» i «Фантазёры из деревни Угоры»).

## Fabuła
Bajka o leniwym chłopcu Antoszce, który nie chciał kopać ziemniaków.

## Piosenka
Piosenka o chłopcu o rudych włosach Antoszce.
Fragment utworu:
Антошка, Антошка!

Пойдем копать картошку!

Антошка, Антошка!

Пойдем копать картошку!

Тили-тили, трали-вали,

Это мы не проходили,

Это нам не задавали.

Парам-пам-пам! Парам-пам-пам!
- Autor muzyki Władimir Szainski
- Słowa napisał Jurij Entin
- Piosenka wykonywana przez chór dziecięcy studia "Sputnik"[5].

## Literatura
Антошка. — Умка, 2012. — (Поющие мультяшки). — ISBN 978-5-91941-022-5.